# КАМАЗ-мастер

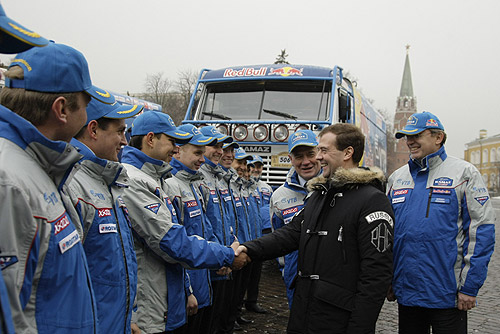
Дмитрий Медведев с членами команды «КАМАЗ-Мастер». (28 января 2009 года)

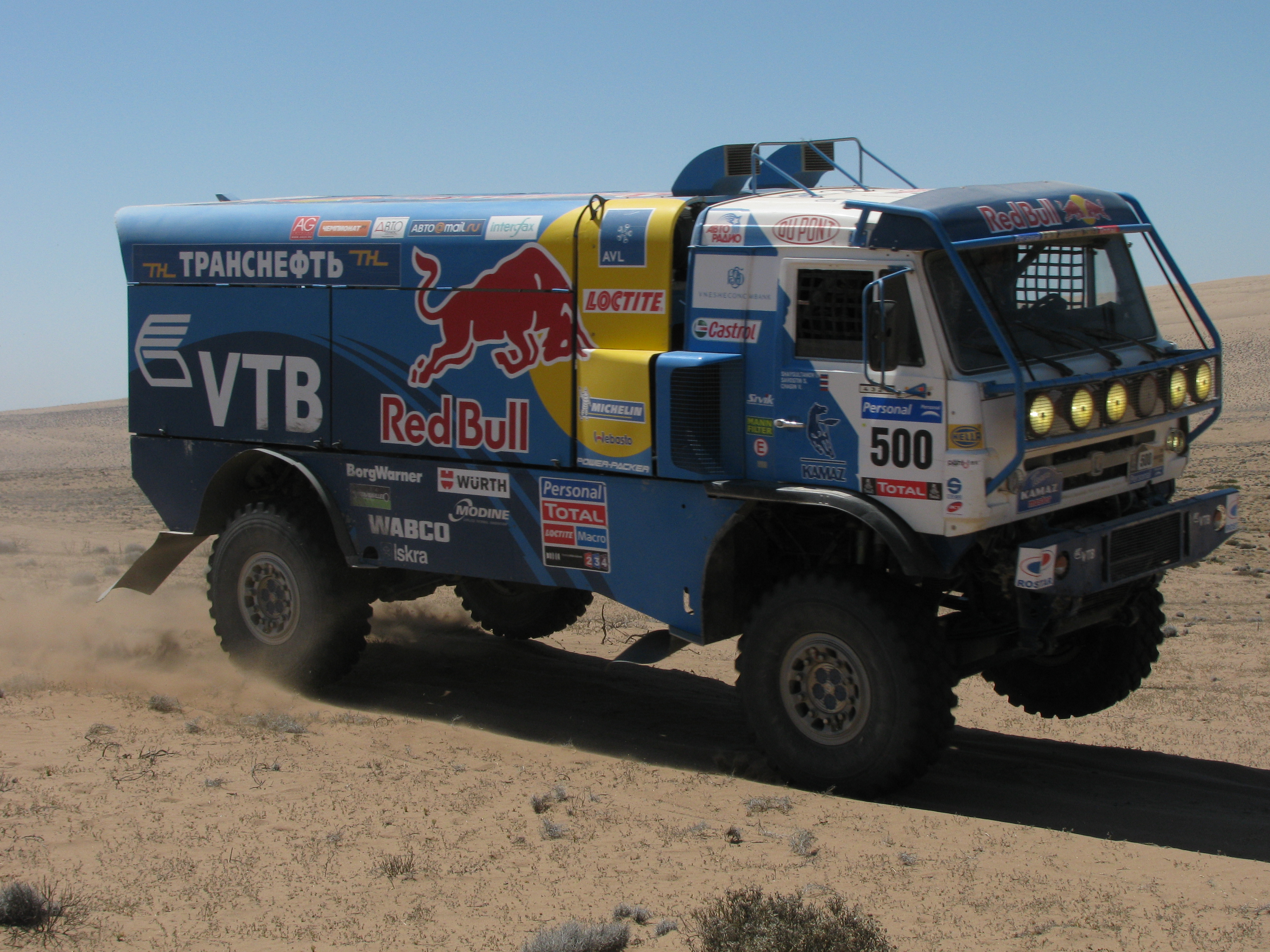
Обновлённый грузовик КАМАЗ-43269 команды «КАМАЗ-мастер» на ралли «Дакар» в 2011 году

«КАМАЗ-мастер» — российская автогоночная команда, специализирующаяся на участии в ралли-рейдах. Связана с автозаводом «КамАЗ», расположенном в городе Набережные Челны, Россия. В гонках выступает на автомобилях марки «КамАЗ». Экипажи «КАМАЗ-мастер» 19 раз становились победителями «Ралли Дакар» (ранее — «Ралли Париж — Дакар»). Является одной из самых титулованных команд мирового автоспорта в классе спортивных грузовиков.

## История команды
Официальной датой создания команды «КАМАЗ-мастер» считается 17 июля 1988 года. Первым официальным соревнованием было ралли «Ельч» в Польше. На гонку было выставлено три грузовика-внедорожника марки «КАМАЗ», и одному из них удалось получить серебро.	
В 1989 году пилотам команды удалось выиграть «серебро» и «бронзу» в международном ралли-рейде «Обжектив Сюд».
В 1990 году на «Ралли Фараонов» спортсмены получили четвёртое место.
В 1991 году итогом участия команды в легендарной гонке «Париж-Дакар» стали второе и третье места.
В 1992 году на дистанции ралли-рейда «Париж-Пекин» была завоёвана «бронза».
В 1995 году на «Мастер-Ралли» была одержана первая победа в истории команды.
В 1996 году была одержана первая победа на «Дакаре».
В дальнейшем команда «КАМАЗ-мастер» также принимала участие в следующих ралли: «Дакар», «Шёлковый путь — серия Дакар», «Дезерт Челлендж», «Хазарские степи 2010», этап чемпионата России «Калмыкия», «Кубок России», «Оптик 2000 Тунис», «Италиан Бажа», «Мастер-Ралли», «Пор Лас Пампас», «Трансориенталь», «Ралли Востока — Каппадокия», «Ралли Востока» и других.
В 2007 году на 5-м этапе «Ралли Дакар 2007» экипаж Владимира Чагина угодил в аварию, в результате которой экипаж сошёл с гонки. В этом сезоне команда в общем зачёте заняла второе место.
На «Ралли Дакар» в 2011-м, 2013-м, 2015-м годах автомобили команды завоевывали первое, второе и третье места одновременно в общем зачёте грузовых автомобилей.
Всего в течение первого десятилетия XXI века команда «КАМАЗ-мастер» завоевала 42 первых места, 12 вторых и 7 третьих. За этот период спортсмены также принимали участие в Чемпионатах России, «Кубке России» и «Кубке мира».
В 2012-м году на «Ралли Дакар 2012» руководство команды приняло решение омолодить состав. Новым руководителем стал Владимир Чагин, семикратный победитель «Дакаров». В состав обновлённой команды вошли: Мардеев Айрат, Николаев Эдуард, Каргинов Андрей, Мардеев Ильгизар. Однако первый ралли-марафон сложился неудачно, с самого начала у автомобилей обнаружились технические проблемы. Из-за поломки двигателя пришлось сняться с гонки экипажу Айрата Мардеева. Позже поломка застала и экипаж Андрея Каргинова. Из-за этого команда потеряла время. Также помимо технических проблем, экипаж Эдуарда Николаева дисквалифицировали из-за нарушения регламента. Однако команда не осталась без призового места: экипаж Артура Ардавичуса, выступающий на КАМАЗе, но представляющий Казахстан, занял третье место, уступив Хансу Стейси второе место. Вслед за Артуром Ардавичусом расположились экипажи Каргинова Андрея и Мардеева Ильгизара соответственно.
С 2013 года команда «КАМАЗ-мастер» принимает участие в ралли-рейде «Африка Эко Рейс».
В 2016 году команда завоевала золото и серебро на ралли «Шёлковый путь».
В 2017 году команда завоевала золото и серебро на «Ралли Дакар», а также заняла весь пьедестал на ралли «Шёлковый путь».
В 2018 году команда завоевала первое и третье места на «Ралли Дакар».
В 2019 году команда завоевала первое и второе места на «Ралли Дакар». В июле — три первых места в ралли «Шёлковый путь». Экипаж под управлением Шибалова преодолел всю дистанцию гонки за 26 часов 1 минуту 40 секунд. Вторым в общем зачете грузовиков стал экипаж Андрея Каргинова (отставание 25 минут 22 секунды), третьим — ещё один коллектив во главе с Айратом Мардеевым (+52:05).
В 2020 году команда завоевала первое и второе места на «Ралли Дакар». Победителем второй раз в карьере стал Андрей Каргинов, Антон Шибалов занял второе место.
В 2021 году по итогам очередного «Ралли Дакар» команда в восемнадцатый раз в своей истории одержала победу в ралли-марафоне, а также завоевала весь призовой подиум в категории грузовых автомобилей. Победителем впервые в своей карьере стал Дмитрий Сотников, обладателем второго места вновь стал Антон Шибалов, третье место досталось Айрату Мардееву.
В 2022 году по итогам очередного «Дакара» все четыре экипажа заняли первые четыре места в зачёте грузовиков. Победителем, как и год назад, стал Дмитрий Сотников, второе место занял Эдуард Николаев (оба выступали на новых грузовиках КамАЗ-435091, семейства K5), третье — у Антона Шибалова, четвёртым стал Андрей Каргинов (оба — КамАЗ-43509). При этом камазовские грузовики также одержали победы на всех 12 этапах и прологе.
В сентябре 2022 года стало известно, что команда не примет участия в «Дакаре-2023».
В ноябре 2023 года Владимир Чагин передал пост руководителя команды Эдуарду Николаеву. Чагин занимал этот пост на протяжении 11 лет.

## Участники команды
В состав команды входят 5 обладателей Кубка мира, 8 мастеров спорта международного класса.
Руководитель команды — Эдуард Николаев. Ведёт следующие направления: подготовка молодых спортсменов, участие в разработке боевых автомобилей, административная, производственная, хозяйственная деятельность.
Наставником и бессменным руководителем команды является мастер спорта международного класса Семён Якубов.

## Интересные факты
- Базируется в НТЦ КамАЗ.
- 17 июля 2012 года вышла в свет книга «Жизнь измеряется в Дакарах», которая описывает историю команды[10].
- С 2005 года генеральным спонсором команды «КАМАЗ-мастер» выступает банк ВТБ[11].
- В честь команды в 2007 году было принято решение назвать одну из улиц в Набережных Челнах[12].
- В 2021 году вышел сериал «Мастер», прототипами которого стали пилоты команды «КАМАЗ-Мастер»[13].

## Достижения

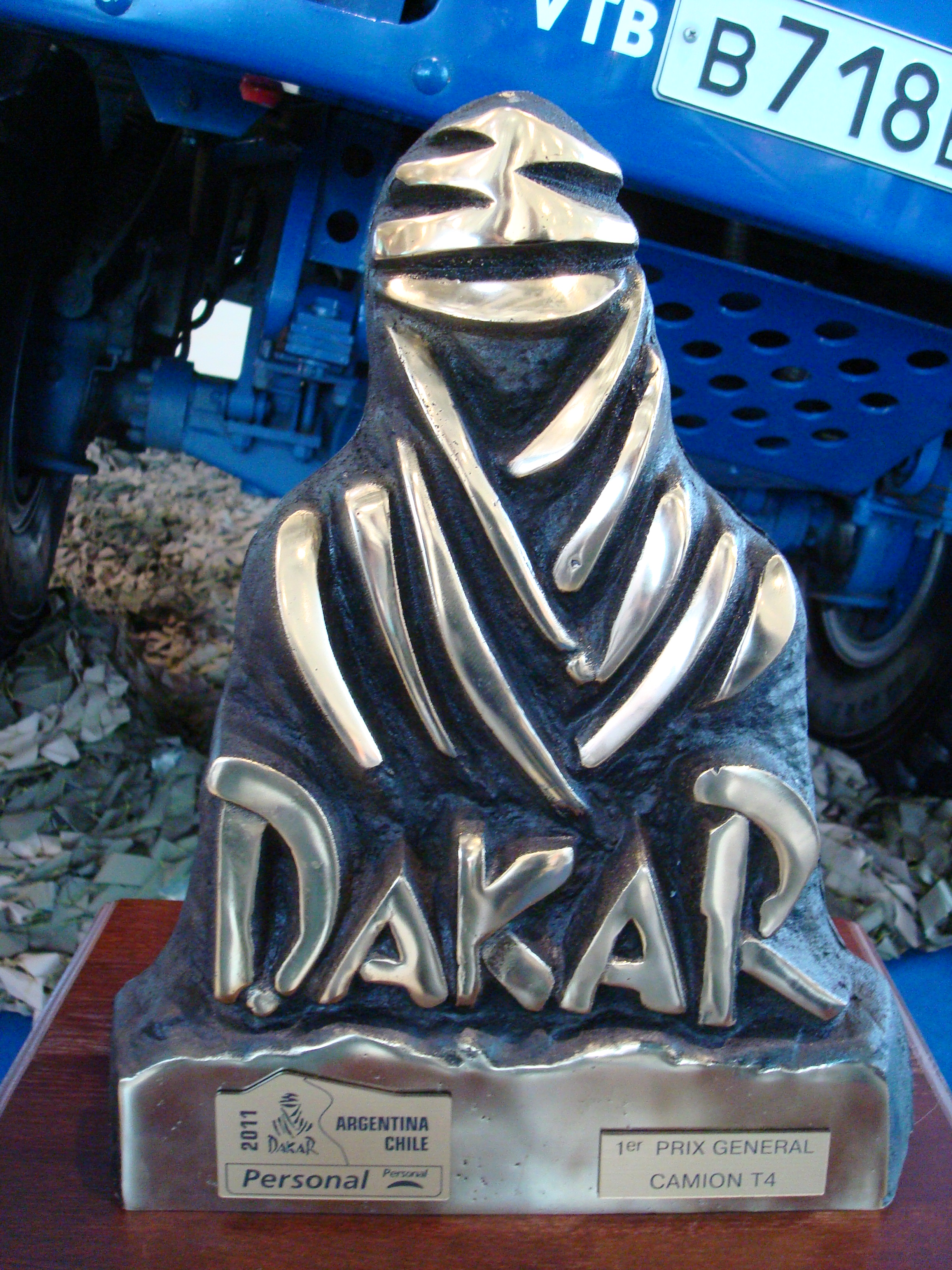
Приз за победу в Ралли «Париж-Дакар» в 2011 году

Список побед в ралли «Дакар»
| Год  | Команда           | Команда | Команда       | Маршрут                                   |
| Год  | Пилот             | Страна  | Производитель | Маршрут                                   |
| ---- | ----------------- | ------- | ------------- | ----------------------------------------- |
| 1996 | Виктор Московских | Россия  | КамАЗ 49252   | Гранада — Дакар                           |
| 2000 | Владимир Чагин    | Россия  | КамАЗ 49252   | Париж — Дакар — Каир                      |
| 2002 | Владимир Чагин    | Россия  | КамАЗ 49256   | Аррас — Мадрид — Дакар                    |
| 2003 | Владимир Чагин    | Россия  | КамАЗ 4911    | Марсель — Шарм-эш-Шейх                    |
| 2004 | Владимир Чагин    | Россия  | КамАЗ 4911    | Клермон-Ферран — Дакар                    |
| 2005 | Фирдаус Кабиров   | Россия  | КамАЗ 4911    | Барселона — Дакар                         |
| 2006 | Владимир Чагин    | Россия  | КамАЗ 4911    | Лиссабон — Дакар                          |
| 2009 | Фирдаус Кабиров   | Россия  | КамАЗ 4326-9  | Буэнос-Айрес — Вальпараисо — Буэнос-Айрес |
| 2010 | Владимир Чагин    | Россия  | КамАЗ 4326-9  | Буэнос-Айрес — Антофагаста — Буэнос-Айрес |
| 2011 | Владимир Чагин    | Россия  | КамАЗ 4326-9  | Буэнос-Айрес — Антофагаста — Буэнос-Айрес |
| 2013 | Эдуард Николаев   | Россия  | КамАЗ 4326-9  | Лима — Сан-Мигель-де-Тукуман — Сантьяго   |
| 2014 | Андрей Каргинов   | Россия  | КамАЗ 4326-9  | Росарио — Боливия — Вальпараисо           |
| 2015 | Айрат Мардеев     | Россия  | КамАЗ-4326-9  | Буэнос-Айрес — Икике — Буэнос-Айрес       |
| 2017 | Эдуард Николаев   | Россия  | КамАЗ-4326-9  | Парагвай — Боливия — Аргентина            |
| 2018 | Эдуард Николаев   | Россия  | КамАЗ-4326-9  | Перу — Боливия — Аргентина                |
| 2019 | Эдуард Николаев   | Россия  | КамАЗ-43509   | Перу                                      |
| 2020 | Андрей Каргинов   | Россия  | КамАЗ-43509   | Саудовская Аравия                         |
| 2021 | Дмитрий Сотников  | Россия  | КамАЗ-43509   | Саудовская Аравия                         |
| 2022 | Дмитрий Сотников  | Россия  | КамАЗ-435091  | Саудовская Аравия                         |

## Галерея

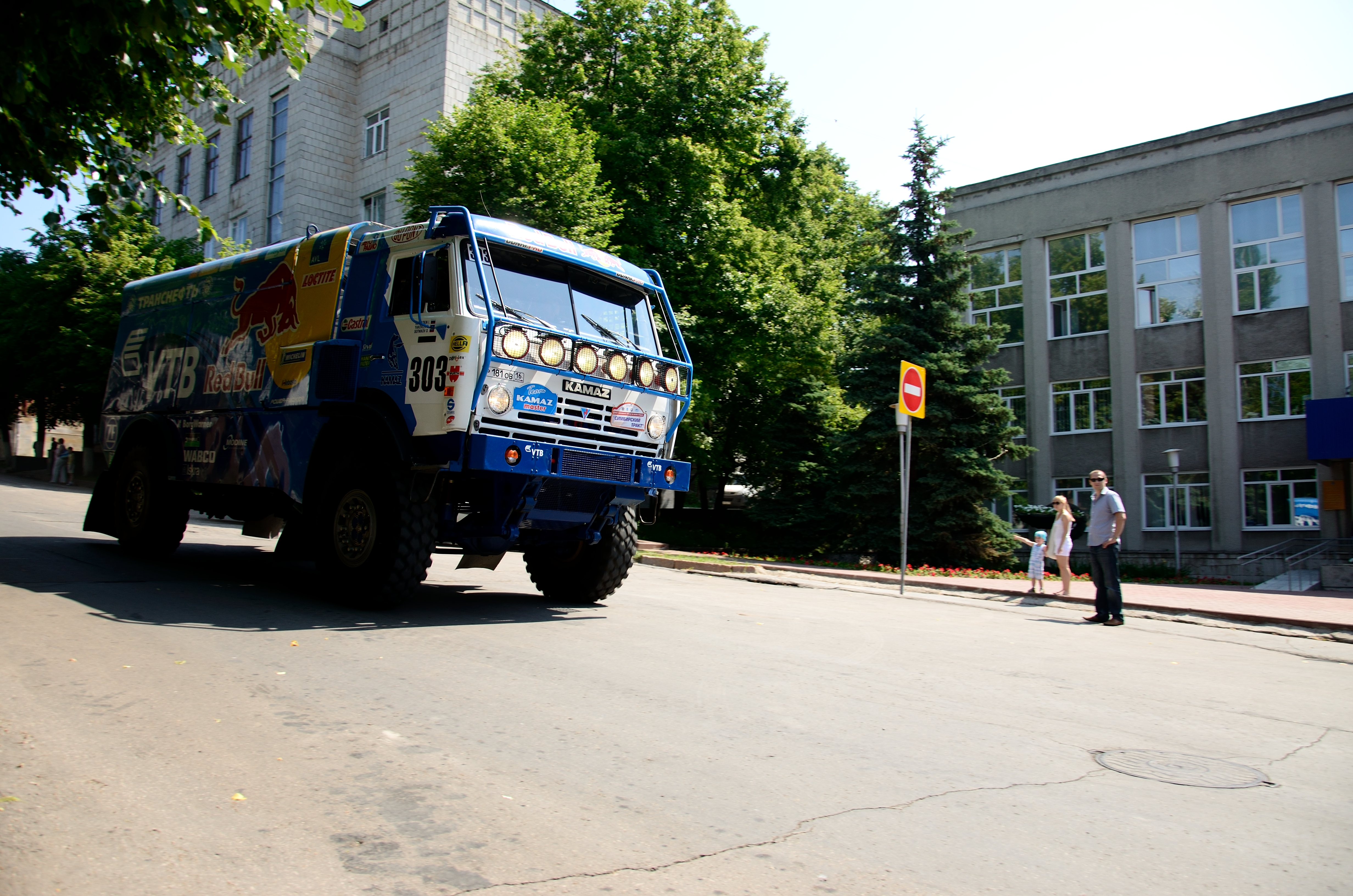
Гоночный грузовик КАМАЗ 4326 на ралли-рейде «Симбирский тракт» (12 июня 2012 года)
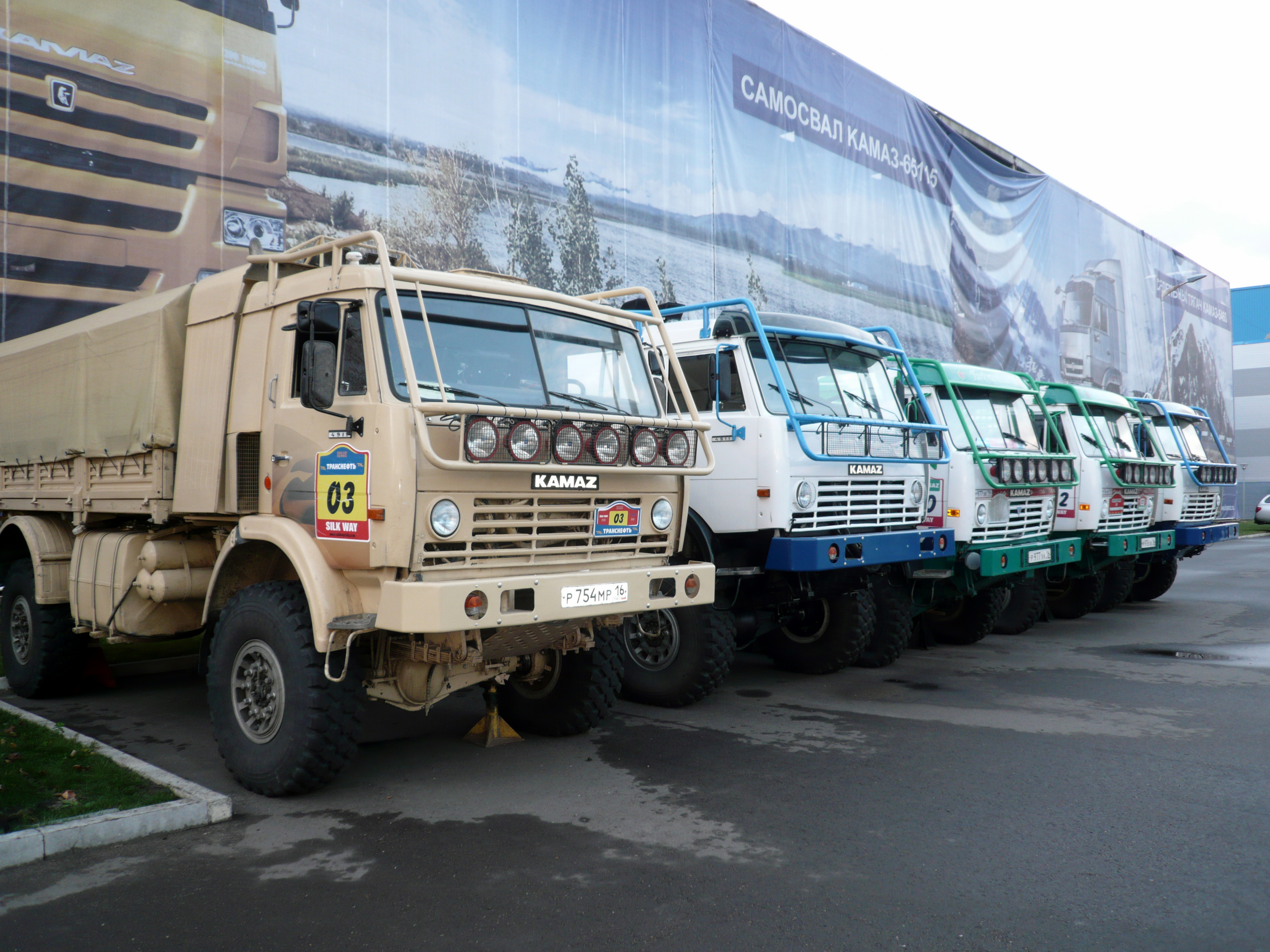
Гоночные автомобили команды «КАМАЗ-мастер» в различном исполнении (17 ноября 2010 года)
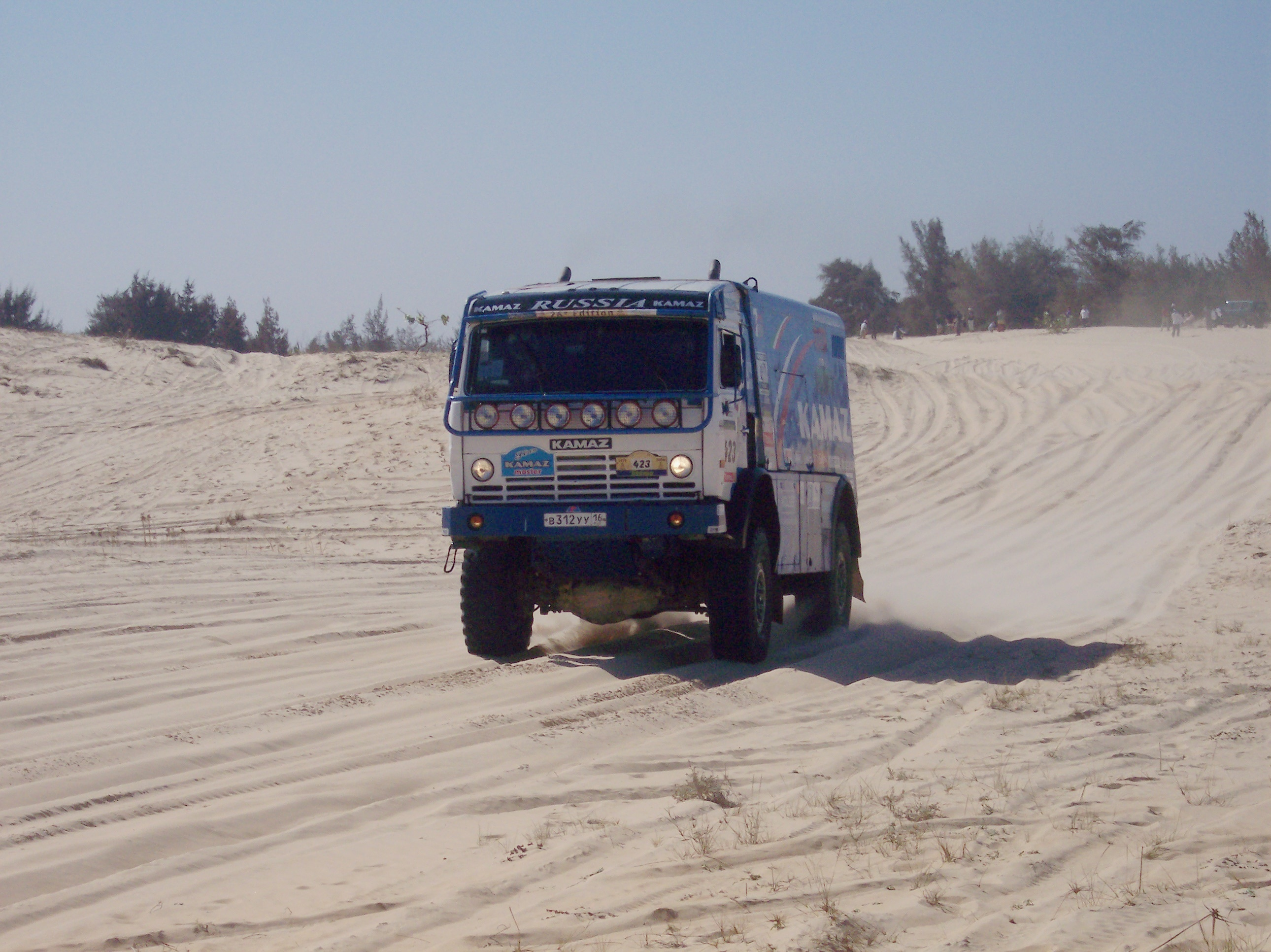
Гоночный грузовик под управлением Ильгизара Мардеева на одном из этапов ралли Лиссабон-Дакар (2004 год)
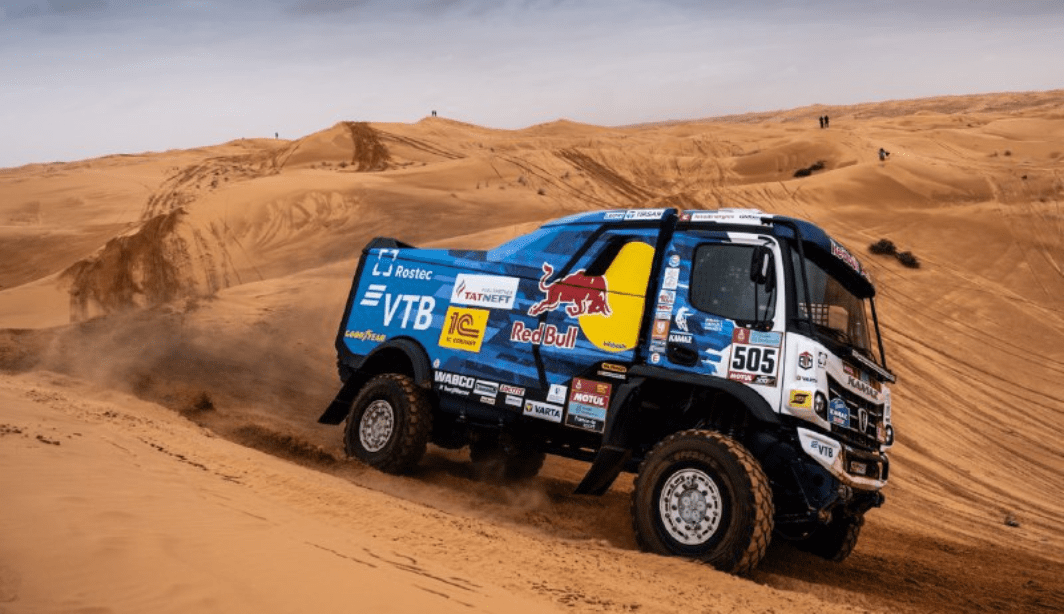
КАМАЗ-Мастер на трассе ралли Дакар-2022
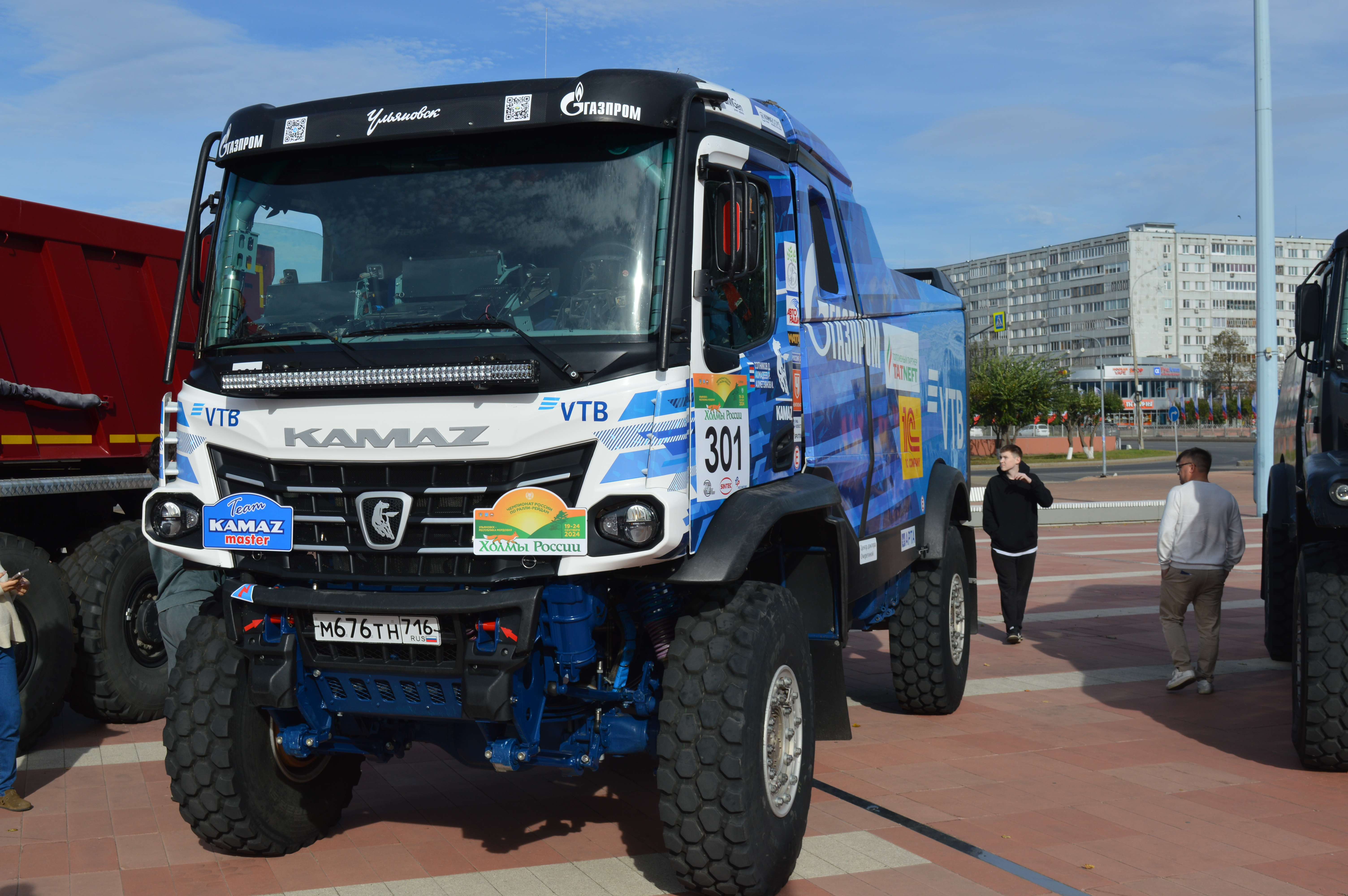
КАМАЗ-мастер 2024 год
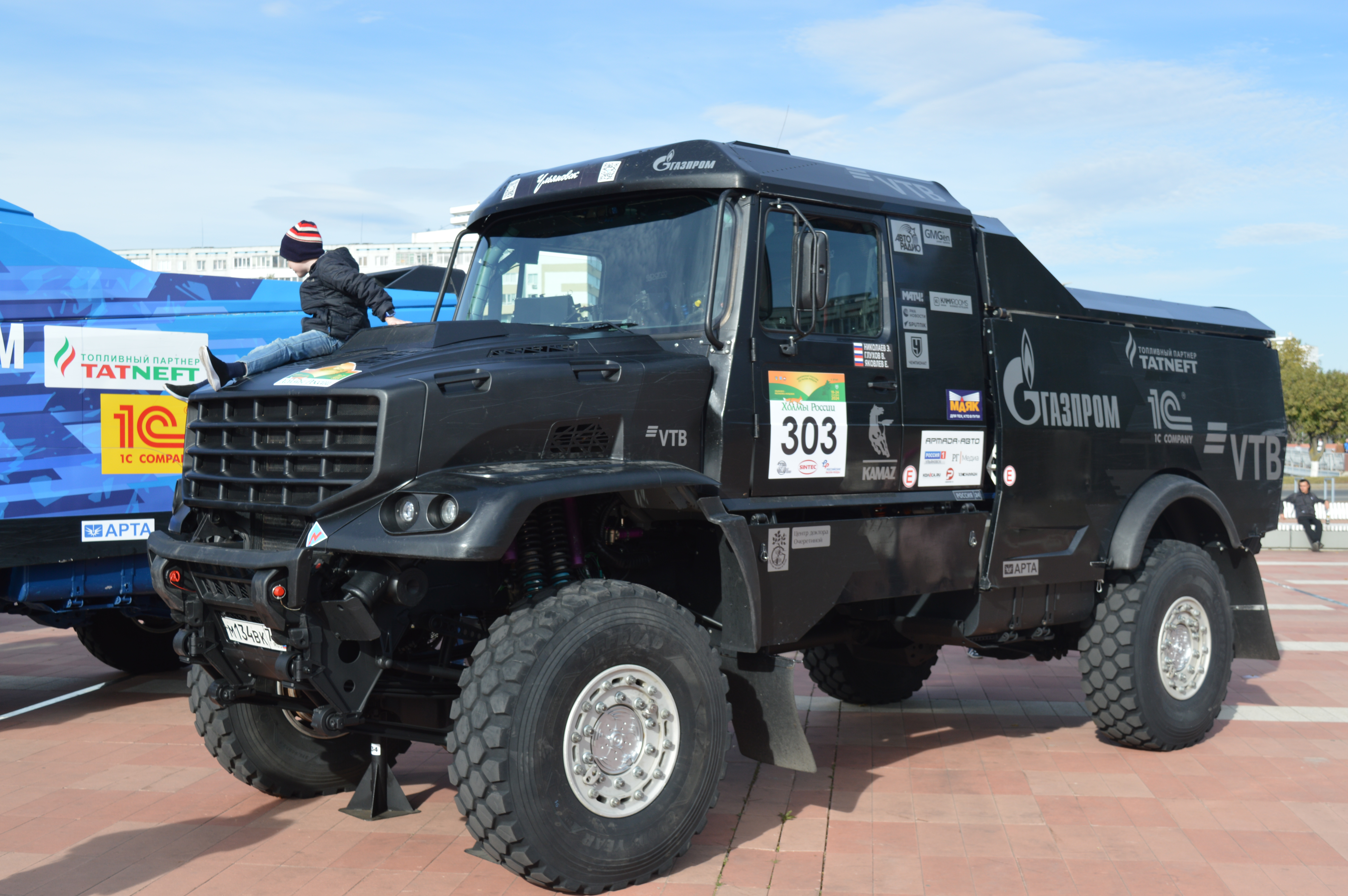
Капотный грузовик КАМАЗ-мастер